# Монтусен
Монтусе́н (фр. Montoussin, окс. Montossin) — коммуна во Франции, находится в регионе Юг — Пиренеи. Департамент — Верхняя Гаронна. Входит в состав кантона Ле-Фусре. Округ коммуны — Мюре.
Код INSEE коммуны — 31387.

## География
Коммуна расположена приблизительно в 630 км к югу от Парижа, в 55 км к юго-западу от Тулузы.

## Климат
Климат умеренно-океанический. Зима мягкая и снежная, весна характеризуется сильными дождями и грозами, лето сухое и жаркое, осень солнечная. Преобладают сильные юго-восточные и северо-западные ветры.

## Население
Население коммуны на 2010 год составляло 122 человека.
| 1962 | 1968 | 1975 | 1982 | 1990 | 1999 | 2010 |
| ---- | ---- | ---- | ---- | ---- | ---- | ---- |
| 116  | 97   | 89   | 91   | 108  | 91   | 122  |

## Администрация
| Период | Период | Фамилия    | Партия | Примечания |
| ------ | ------ | ---------- | ------ | ---------- |
| 1995   | 2008   | Эльян Мен  |        |            |
| 2014   | 2020   | Клод Перес |        |            |

## Экономика
В 2010 году среди 79 человек трудоспособного возраста (15—64 лет) 60 были экономически активными, 19 — неактивными (показатель активности — 75,9 %, в 1999 году было 70,0 %). Из 60 активных жителей работали 58 человек (29 мужчин и 29 женщин), безработных было 2 (0 мужчин и 2 женщины). Среди 19 неактивных 3 человека были учениками или студентами, 14 — пенсионерами, 2 были неактивными по другим причинам.